# Фокин, Пётр Максимович
Пётр Максимович Фокин (ноябрь 1900, Российская империя — декабрь 1979, СССР) — народный комиссар внутренних дел и государственной безопасности Крымской АССР, генерал-лейтенант (1945).

## Биография
В 1939—1941 заместитель наркома внутренних дел Крымской АССР Г. Т. Каранадзе. В 1941 году становится наркомом внутренних дел Крымской АССР. В 1941—1942 начальник 4-го отдела НКВД Крымской АССР и снова заместитель наркома внутренних дел Крымской АССР. В 1942—1943 годах заместитель начальника Управления НКВД по Краснодарскому краю. В 1943 году начальник Оперативно-чекистской группы НКВД Крымской АССР. В 1943—1945 годах нарком государственной безопасности Крымской АССР. В 1945—1946 годах начальник Управления НКГБ—МГБ по Крымской области. 
В 1945—1946 годах начальник Оперативного сектора НКВД земли Бранденбург в Германии. С 1947 года заместитель начальника Управления МГБ по Бобруйской области. С ноября 1951 года в запасе.

### Звания
- комиссар государственной безопасности;
- комиссар государственной безопасности 3-го ранга;
- генерал-лейтенант (09.07.1945).

### Награды
- Орден Кутузова 2-й степени (04.02.1945).
- Орден Белого льва II степени (20.06.1945, ЧССР)[4]